# Miendielejewskaja
Miendielejewskaja (ros. Менделеевская) – stacja moskiewskiego metra linii Sierpuchowsko-Timiriaziewskiej (kod 137). Na stacji istnieje możliwość przejścia na stację Nowosłobodskaja linii okrężnej. Wyjścia prowadzą na ulicę Nowosłobodskaja.

## Malczik

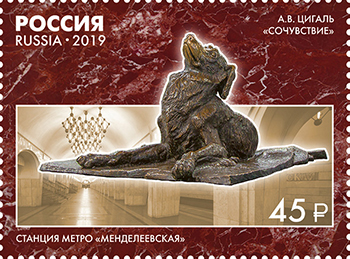
Pomnik Współczucie na rosyjskim znaczku pocztowym

Na początku XXI wieku na stacji mieszkał czarny, bezpański kundelek o imieniu Malczik (Мальчик, dosł. „chłopczyk”). Przez trzy lata stał się ulubieńcem pasażerów i pracowników stacji. Uznając stację za swój rewir odpędzał bezdomnych i inne psy. W grudniu 2001 został zabity kuchennym nożem przez Juliję Romanową, po zadaniu sześciu pchnięć. Potem ujawniono, że kobieta była wcześniej leczona psychicznie i przejawiała skłonności do przemocy nad zwierzętami. Wydarzenie to wywołało spore oburzenie, a kobietę skierowano na roczne leczenie psychiatryczne. 17 lutego 2007 Na stacji ustawiono pomnik Malczika pod tytułem Współczucie (ros. Сочувствие).

## Konstrukcja i wystrój
Jednopoziomowa stacja typu pylonowego z trzema komorami i jednym peronem. Hall stacji wyłożono białym marmurem, podłogi szarym i czarnym granitem. Ściany nad torami ozdobiono tablicami ukazującymi budowę atomu i molekuł. Stację oświetlają żyrandole przypominające kraty. Na środku stacji znajduje się przejście na stację linii okrężnej.